# Relações entre Brasil e Palestina

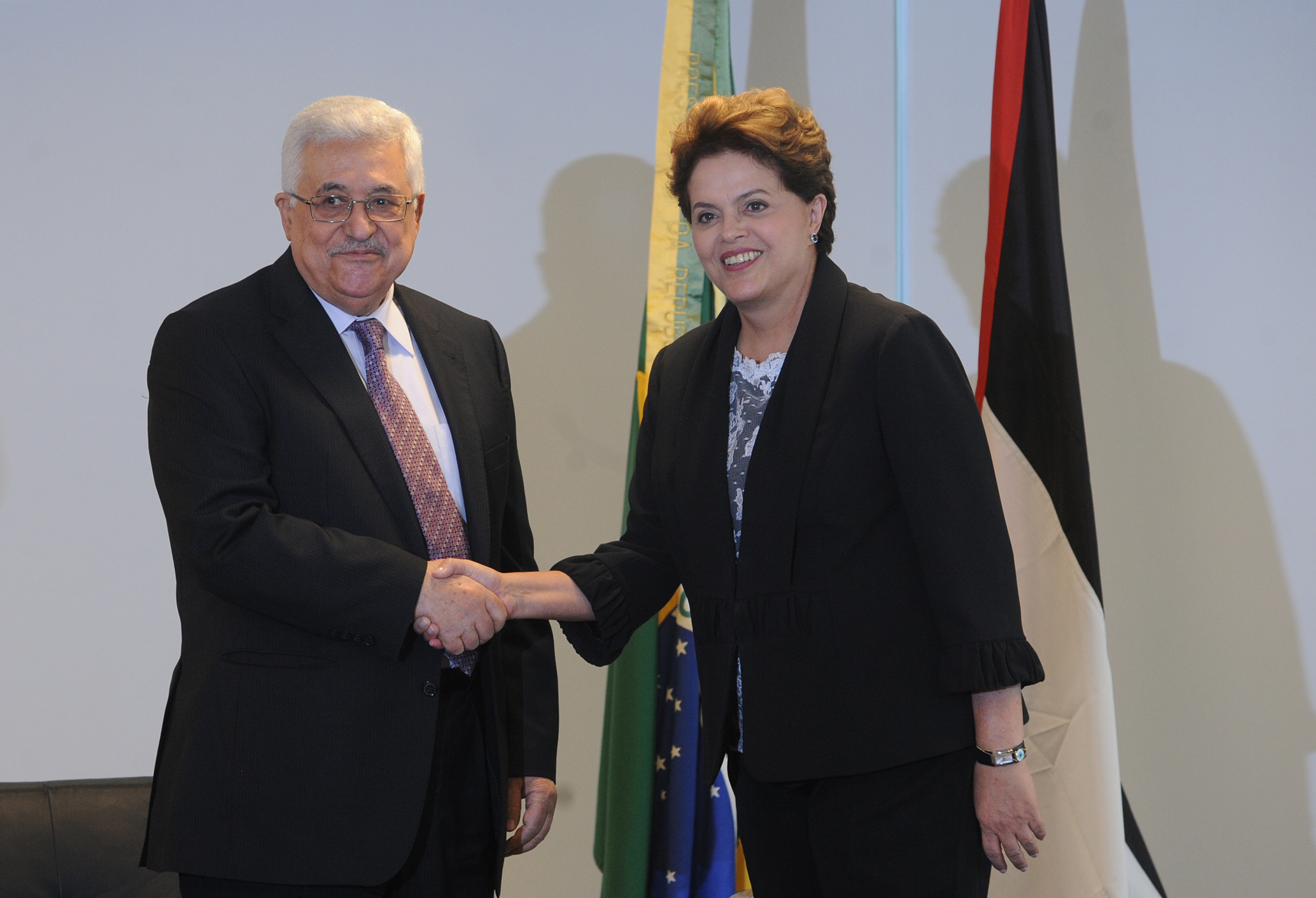
A presidente do Brasil, Dilma Rousseff, recebe o presidente da Autoridade Nacional Palestina, Mahmoud Abbas, no Palácio do Planalto em 2011.

As relações entre Brasil e Palestina datam de 1975 e são as relações entre a República Federativa do Brasil e o Estado da Palestina, governado pela Autoridade Nacional Palestina.

## Reconhecimento
O Brasil reconhece a existência do Estado Palestino, com as fronteiras de 4 de junho de 1967, anteriores à Guerra dos Seis Dias entre árabes e israelenses, apesar de não executar relações diplomáticas plenas com os palestinos. O presidente Luiz Inácio Lula da Silva atendeu ao pedido de reconhecimento do presidente da Autoridade Nacional Palestina, Mahmoud Abbas, em 2010.
O Brasil se soma a uma lista de mais países que reconhecem o Estado Palestino, entre eles, todos os países árabes, a maioria dos africanos, boa parte dos asiáticos e da Europa Oriental. Reconhecendo também a Organização para a Libertação da Palestina (OLP), desde 1975 como "legítima representante do povo palestino".
Em 31 de dezembro de 2010, o presidente da Autoridade Nacional Palestina, Mahmoud Abbas, esteve no Brasil para agradecer o reconhecimento e presenciar a posse da nova presidente brasileira, Dilma Rousseff, e declarou em entrevista, que uma missão de paz das Nações Unidas a fim de proteger o Estado palestino deveria ser composta por militares brasileiros.
Em 2011, o Brasil apoiou a aprovação pela Assembleia Geral das Nações Unidas da Resolução nº 67/19, que modificou o status do Estado da Palestina nas Nações Unidas para a condição de Estado Observador não membro.

## Escritório de Representação em Ramalá
O Brasil não possui uma embaixada formal no Estado da Palestina em razão do status político indefinido de Jerusalém que é reivindicada por palestinos e israelenses como sua capital. Por este motivo, o Itamaraty desenvolve as atividades de política externa bilateral e os serviços consulares envolvendo cidadãos brasileiros situados no território palestino ou de cidadãos palestinos que tenham interesses envolvendo o Brasil por meio de um Escritório de Representação sediado na cidade de Ramalá. 
Este Escritório de Representação em Ramallah foi aberto pelo Brasil em 2004, quando o Presidente da República editou o Decreto federal nº 5.202/2004, que criou a referida representação diplomática e consular. 
Após 2010, este escritório elevou o seu status diplomático, quando o estado brasileiro passou a reconhecer o Estado da Palestina nas fronteiras anteriores a 1967 combinado com a ampliação de visitas de altas autoridades brasileiras ao território palestino, além da intensificação da cooperação internacional entre os dois países.
O atual chefe do Escritório de Representação em Ramallah é o embaixador Alessandro Candeas.